# 直鳥城
直鳥城（なおとりじょう）は、佐賀県神埼市にあった日本の城（平山城）。中世にこの地方で独自に発展を遂げた低平地城の典型である。

## 概要
佐賀平野の城原川右岸に設けられ、現在の神埼市に位置する。周囲を環濠に囲まれていた。築城は犬塚家久が永正年間（1504年-1520年）に行ったとされる。城跡は現在、直鳥環濠集落クリーク公園として整備、公開されている。

## 歴史・沿革
直鳥城跡は、南流する城原川と国道264号が交わる直鳥橋の南西200mの右岸にある平城（水城）で、規模は東西330m、南北330mである。
弥生時代、有明海岸が後退した頃からこの地に人々が定住を始め、中世にはほぼ現在に近い形の集落が形成された。初めは小規模だったが、16世紀に犬塚氏の支配下に入ってから徐々に要塞的な環濠集落として発展を遂げていったと考えられている。
江戸時代に編纂された歴史書や軍記物（「北肥戦誌」など）に、城の沿革が書かれている。築城は、犬塚家貞の四男家久で永正年間とされる。2代目城主犬塚家清は、大友宗麟の命により、筑後の諸将と共に筑前侍島の筑紫惟門を攻めたが敗走し、家清とその嫡男尚家は宝満岳で戦死した。3代目城主犬塚鎮家は、西犬塚（鎌田江）の所領を相続して、鎌田江城に居住し、大友方として龍造寺氏と対峙した。元亀元年（1570年）、大友親真を主将とした3万の軍勢が佐賀城を攻めたが、龍造寺氏の家臣鍋島直茂の奇襲戦法「今山の戦い」により大敗した。翌年（1571年）の春、佐賀城の龍造寺隆信は鎌田江城を攻め、鎮家はこれに敗れて筑後に落ち延び、直鳥城に戻ることはなかった。
直鳥城の周囲に発生していた「城下町」に相当する集落は、城跡を取り込んで環濠集落の郷村として継続し、江戸時代を通して現在まで残っている。
直鳥城は、崎村城、姉川城と同様に、佐賀平野特有の濠（クリーク）を防御線として利用している。現在、クリーク内の各島々の竹藪となっているところは、防御のための土塁が設けられていたと考えられている。直鳥城は、この地方で独自に発達を遂げた中世の低平地城館の典型であり、貢重な文化財として保護されている。